# Peter Silvester (Politiker)

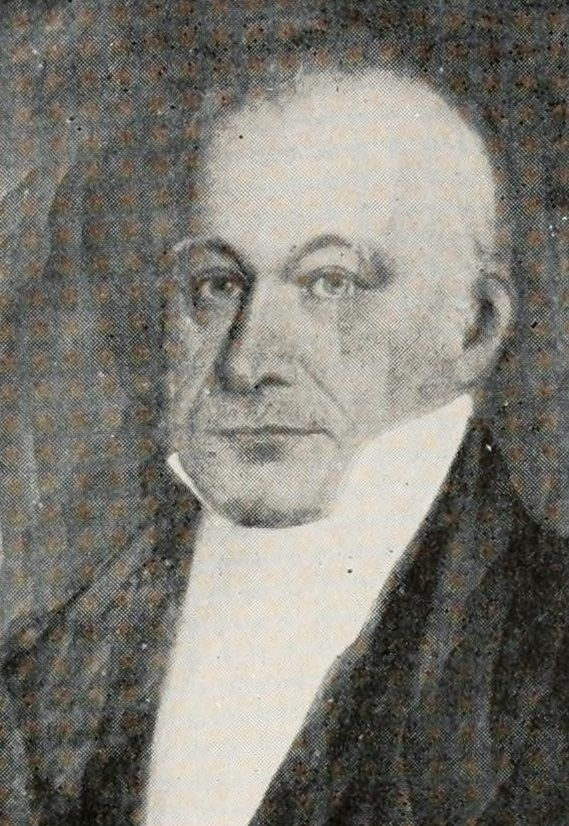
Peter Silvester

Peter Silvester (* 1734 bei Shelter Island, Suffolk County, Provinz New York; † 15. Oktober 1808 in Kinderhook, Columbia County, New York) war ein US-amerikanischer Rechtsanwalt, Richter und Politiker. Er war der Großvater des US-Abgeordneten Peter Henry Silvester.

## Werdegang
Peter Silvester schloss seine Vorbereitungsstudien ab und studierte Jura. Seine Zulassung als Anwalt erhielt er 1763 und fing dann in Albany (New York) an zu praktizieren. Silvester war 1772 Mitglied im Albany Common Council und 1774 Mitglied im Committee of Safety. Dann war er in den Jahren 1775 und 1776 sowohl im ersten als auch im zweiten Provinzkongress tätig. In dieser Zeit zog er nach Kinderhook, wo er seine Tätigkeit als Anwalt fortsetzte. Silvester wurde 1786 zum Richter am Court of Common Pleas von Columbia County ernannt. Darüber hinaus war er zwischen 1787 und 1808 als Regent an der University of the State of New York tätig. Er wurde als Pro-Administrations-Kandidat in den 1. US-Kongress gewählt und in den nachfolgenden 2. US-Kongress wiedergewählt. Er war im US-Repräsentantenhaus vom 4. März 1789 bis zum 3. März 1793 tätig. Silvester war zweimal Mitglied in der New York State Assembly, das erste Mal 1788 und das zweite Mal zwischen 1803 und 1806. Ferner war er zwischen 1796 und 1800 Mitglied im Senat von New York. Nach dem Ende seiner letzten Amtszeit in der Assembly zog er sich aus dem öffentlichen Leben zurück. Er verstarb 1808 in Kinderhook und wurde auf dem Old Van Schaack Cemetery beigesetzt, wo 1814 die Reformed Dutch Church errichtet wurde.

## Hinweise
1. ↑  Mitglied des Verwaltungsrates einer Universität